# Каффара
Каффа́ра (араб. كفارة‎), в исламе — какое-либо искупительное действие, выполненное взамен совершенного греха. Каффара может налагаться за нарушение поста (араб. كفارة الصوم‎), правил хаджа, клятвы, совершение зихара и случайное убийство человека.
Арабское слово каффара (араб. كَفَّارَةٌ‎) происходит от глаголов كَفَرَ и كَفَّرَ (скрывать, покрывать) и означает сокрытие, покрытие; искупление.

## Пост
Если мусульманин нарушил обязательный пост без уважительной причины, то для искупления этого греха он обязан не только возместить эти дни, но и держать 60-дневный непрерывный пост сверх этого. Для добровольных постов каффара не требуется. Если мусульманин вступил в половой акт во время поста месяца Рамадан, то в качестве искупления ему нужно освободить раба, либо поститься два месяца, либо прокормить 60 бедняков.

## Клятва
Каффара за нарушение клятвы (араб. كفارة اليمين‎) оговорена в Коране: «Аллах взыскивает с вас не за [нечаянное] нарушение клятвы, а за принесение клятвы [намеренно] двусмысленной. Искупление за принесение двусмысленной клятвы — накормить десятерых бедняков так, как вы обычно кормите свои семьи, или одеть их, или освободить раба. А если кто не в состоянии [выполнить одно из этих трех условий], то ему следует поститься три дня. Все это — искупление за ваше клятвопреступление. Соблюдайте же свои клятвы! Так Аллах разъясняет вам Свои знамения. Может быть, вы будете благодарны».

## Зихар
Зихаром (араб. الظهار‎) в исламе называется клятва мужчины об отказе вступить в половую связь со своей женой по причине сравнения её с матерью или другой запретной ему женщиной. В доисламской Аравии мужчина мог развестись со своей женой, заявив ей, что она для него подобна хребту его матери. Совершение зихара является тяжелым грехом. Супружеская жизнь может быть продолжена после искупления, оговорённого в Коране: «Те из вас, которые называют своих жен как бы хребтом своих матерей, [не правы] — в действительности их жены, [конечно], не матери им, ведь их матери — только те женщины, которые их родили. [А утверждающие иное] утверждают предосудительно и лживо. Воистину, Аллах — прощающий, снисходительный. Тем, которые разводятся со своими женами по языческому обряду, а потом отрекаются от того, что сказали, надлежит освободить одного раба, прежде чем [супруги] сойдутся друг с другом. Так наставляют вас, и Аллах ведает о том, что вы делаете. Если же у кого-либо нет раба, то надлежит соблюдать пост два месяца без перерыва, прежде чем [супруги] сойдутся. А если кто-либо не может [соблюдать пост], то надлежит накормить шестьдесят бедняков. [Все] это — для того, чтобы вы уверовали в Аллаха и Его Посланника. Это — ограничения, наложенные Аллахом, а для неверных уготовано мучительное наказание».

## Случайное убийство человека
Об искуплении за случайное убийство человека (араб. كفارة القتل‎) в Коране говорится следующее: «Верующему не следует убивать верующего — такое допустимо лишь по ошибке. А если кто-либо убьет верующего по ошибке, то ему надлежит отпустить на волю верующего раба и вручить наследникам убитого выкуп за кровь, если только они не велят раздать его в виде милостыни. Если убитый верующий и принадлежит к враждебному вам племени, то убийце следует отпустить на волю верующего раба. Если убитый принадлежит к племени, с которым у вас есть договор, то следует уплатить его наследнику выкуп за кровь и освободить верующего раба. Если у убийцы нет верующего раба, ему надлежит без перерыва поститься в течение двух месяцев в качестве покаяния перед Аллахом. Ведь Аллах — знающий, мудрый».

## Хадж
Об искуплении за нарушение правил хаджа говорится в кораническом аяте: «Брейте ваши головы только после того, как пожертвование достигнет предназначенного места. А если у кого-нибудь из вас на голове болячка или рана, то можете брить голову [с самого начала], или же поститься [вместо этого], или же раздать милостыню и принести жертву».